# Автопед

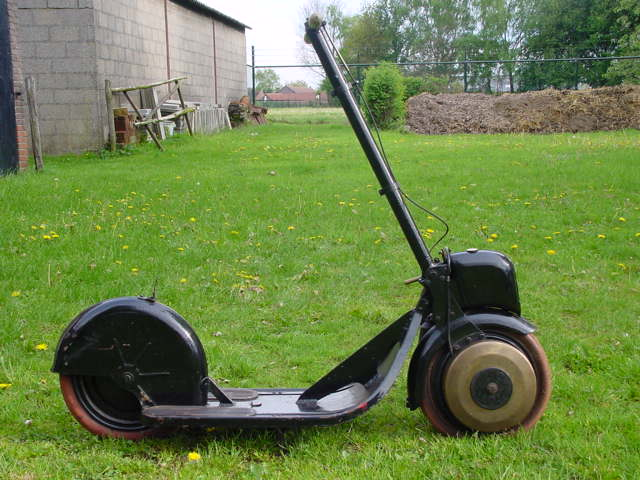
Автопед Ever Ready 1919 року

Автопед — різновид моторолера або мотосамоката, що випускався з 1915 по 1921 роки американською компанією Autoped Company   . У Європі випуск аналогічної моделі освоїла німецька компанія Krupp, яка виробляла її з 1919 до 1922 року  .

## Опис
Водій автопеда стояв на платформі, забезпеченою колесами з 15-дюймовими шинами, і для управління використовував тільки рукоятку керма і колонку рульового управління. Щоб стиснути зчеплення і поїхати, він повинен був штовхати колонку вперед, важіль газу знаходився на рукоятці керма, а для гальмування потрібно було потягнути колонку на себе    . Після поїздки колонку можна було скласти до платформи для полегшення перенесення або зберігання автопеда.
Двигун автопеда був з повітряним охолодженням, чотиритактний, об'ємом 155 см³, розташовувався над переднім колесом  . Спереду і ззаду на автопеді були фари, а також клаксон і ящик з інструментами. З огляду на, що автопед був розроблений у воєнні роки, коли пальне було в дефіциті, автопед був досить ефективним; широкого поширення, однак, він не отримав .
Автопед розвивав швидкість до 40 км / год (за іншими даними, до 30 км / год).
Існувала також модель електричного автопеда, також з мотором на передньому колесі .

## Історія
Заявка на патент на автопед подана в липні 1913 року. Сам патент виданий в липні 1916 року. Відповідно до одного з ранніх описів, колонка управління автопеда була порожнистою і служила як паливний бак , однак в дійсності паливний бак перебував над переднім болотником.
Коштував автопед 100 доларів.
У США автопедами користувалися, в числі інших, листоноші, що знайшло відображення на деяких випущених марках.

## Галерея

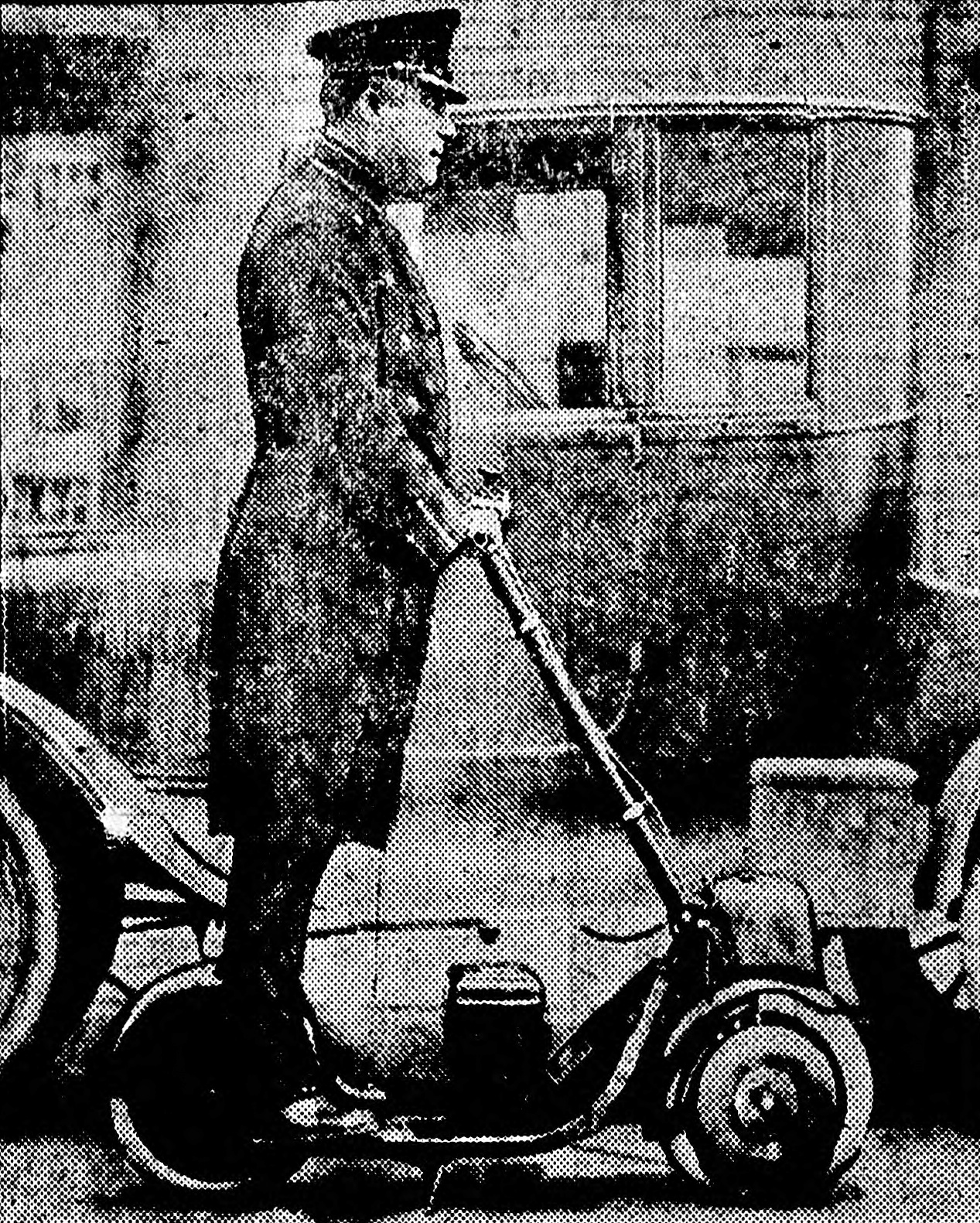
Поліцейський на автопеді (1922)
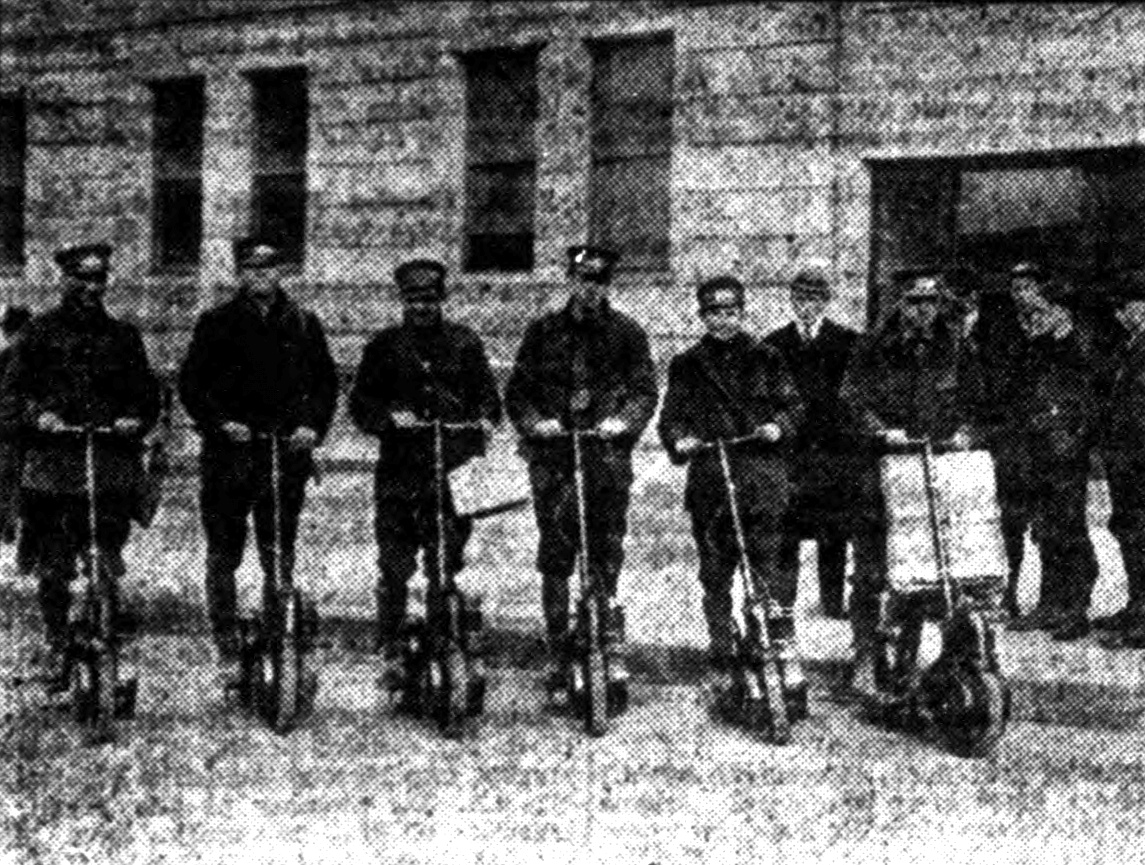
Листоноші на автопедах (1917)
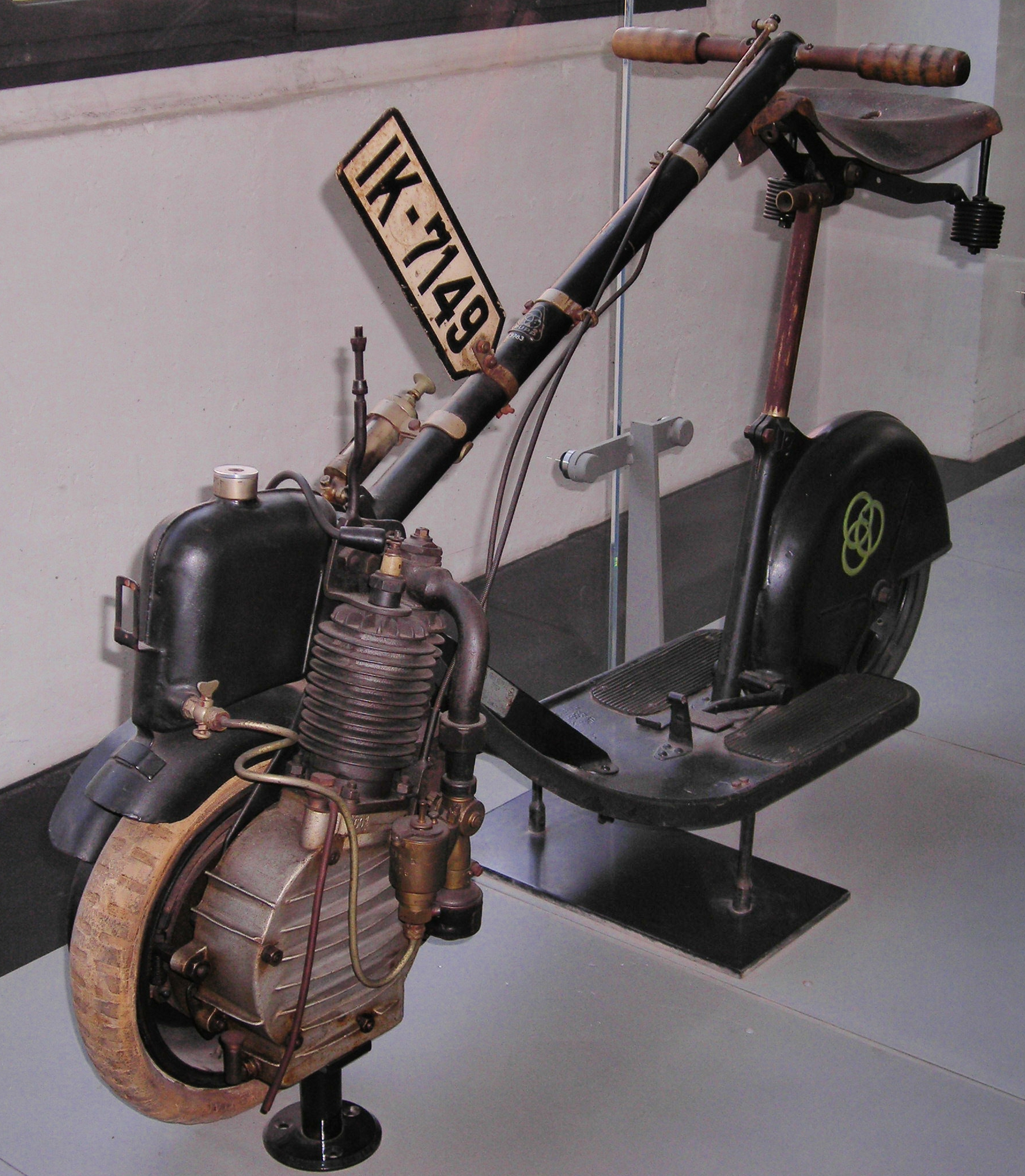
Автопед в складеному вигляді